# Cheshire
Cheshire je anglické nemetropolitní, ceremoniální a tradiční hrabství. Jeho administrativním centrem je město Chester, ale největším městem je Warrington. Dalšími městy v tomto hrabství jsou Congleton, Crewe, Ellesmere Port, Macclesfield, Northwich, Runcorn, Widnes Winsford a Wilmslow. Hrabství sousedí s Merseyside a Velkým Manchesterem na severu, Derbyshire na východě, Staffordshire a Shropshire na jihu, a Flintshire and Wrexham ve Walesu na západě.

## Administrativní členění
Hrabství se dělí na čtyři distrikty (všechny unitary authority):
1. Cheshire West and Chester
2. Cheshire East
3. Warrington
4. Halton